# Leader Price
Leader Price fue una cadena de hipermercados francesa que perteneció al Grupo Casino.
En sus resultados del primer semestre de 2024, el grupo Casino anunció que las actividades de franquicia de Leader Price forman parte de las operaciones discontinuadas. 

## Historia

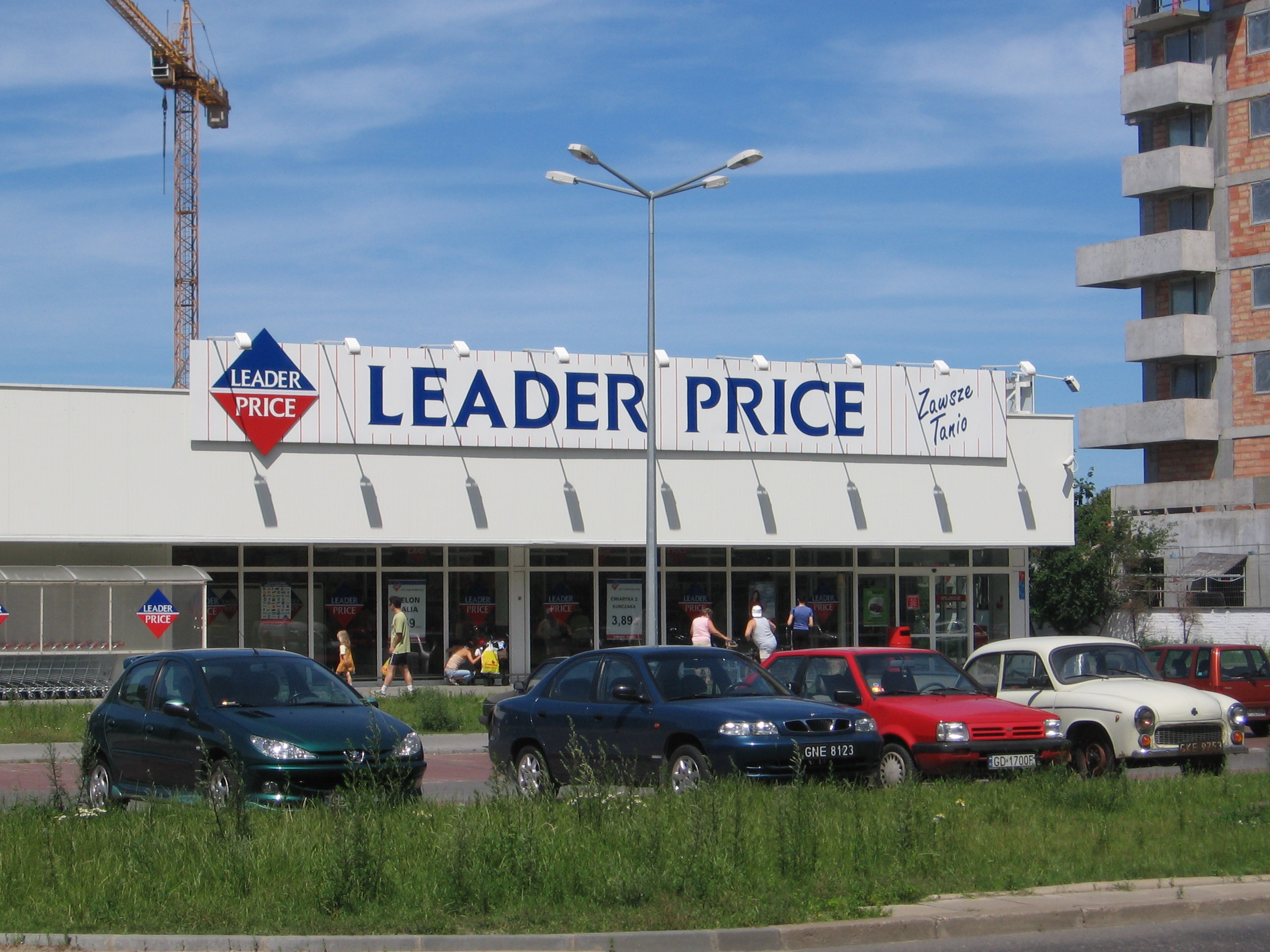
Leader Price de Polonia.

- Fue creada en el año 1989 para ser comercializada por la cadena Franprix.
- En 1998 el Grupo Casino compra 75% del capital de Leader Price.[2]
- En 2006 está presente en más de 40 países, y comercializando más de 1600 productos con su marca.
- En 2010 el Grupo Casino vendió Leader Price Argentina a la Cadena Formatos Eficientes S.A., conocida como EKI,[3] principal competidora de los supermercados Día del Grupo Carrefour. Todos los locales ya perdieron el nombre de Leader Price, pasando a ser Super Eki Plus, el «plus» indicando que la cantidad de metros de superficie es mayor que la de los super Eki conocidos hasta la fecha.
- En 2012 Carrefour Argentina absorbe EKI renombrando todas las sucursales.[4][5]

Grupo Casino vendió 545 tiendas de su propiedad en Francia en 2020. En sus resultados del primer semestre de 2024, el grupo Casino anunció que las actividades de franquicia de Leader Price forman parte de las operaciones discontinuadas.

## Controversias y Polémicas

### Escándalo de los huevos contaminados con fipronil
En 2017, en el marco del escándalo de los huevos contaminados con fipronil, el Ministerio de Agricultura del Gobierno de Francia publicó una lista en la que Leader Price aparecía como uno de los distribuidores de ovoproductos contaminados.